# Jean Leclercq (bénédictin)
Pour les articles homonymes, voir Jean Leclercq (homonymie) et Leclercq.
Compléments
Dom Leclercq était un spécialiste de saint Bernard de Clairvaux
Jean Leclercq, né le 31 janvier 1911 à Avesnes (France) et mort le 27 octobre 1993 à Clervaux (Luxembourg), était un moine bénédictin français de l'abbaye de Clervaux au Luxembourg, spécialiste de saint Bernard de Clairvaux et de sa spiritualité. Il a enseigné à l'Université grégorienne de Rome. Son ouvrage magistral est L'amour des lettres et le désir de Dieu : Initiation aux auteurs monastiques du Moyen Âge, œuvre recommandée par les professeurs universitaires se spécialisant dans l'histoire de la spiritualité monastique.
L’Académie des inscriptions et belles-lettres lui décerne le prix Lequeux en 1992.
Le pape Benoît XVI fait plusieurs fois allusion aux écrits de Dom Jean Leclercq dans son intervention au collège des Bernardins à l'occasion de sa visite en France en 2008.

## Écrits
- Saint Bernard mystique, vol. 1 et 2, Desclée de Brouwer, 1948, p. 494.
- Saint Bernard et l'esprit cistercien, Seuil, 1986, p. 187.
- Nouveau visage de Bernard de Clairvaux. Approches psycho-historiques, Paris, Cerf, 1976, p. 181.
- L'amour des lettres et le désir de Dieu: Initiation aux auteurs monastiques du Moyen Âge, Cerf, 1957 [1991], p. 271.
- Recueil d'études sur saint Bernard et ses écrits, vol. 1, Rome, Storia e Litteratura, 1962, p 369.
- Regards monastiques sur le Christ au Moyen Âge, Desclée de Brouwer, 1993, p. 261.